# Конгресни биро
Конгресни биро је компанија која се професионално бави рекламирањем туристичких дестинација и представља је као сложену структуру светског туристичког тржишта у циљу повећања протока посетилаца и привлачења улагања у развој регије.

## Сарадња и финансирање
Конгресни бирои су независне, непрофитне организације које се финансирају из пореза и чланарина и ангажоване су на реализацији дугорочног маркетиншког програма за развој туризма у региону.
Конгресни биро увек ради са: хотелима, хостелима, ресторанима, кафићима, музејима, забавним установама, транспортним компанијама, екскурзионим бироима, информационим центрима, сувенирницама, туристичким агенцијама, конференцијским центрима, итд. На интернет страницама организација пружају се информације о њиховој властитој дестинацији, као и о туристичкој инфраструктури региона.

## Активности
Циљеви маркетиншке активности конгресних бироа често делују не само на националном него и на глобалном нивоу, а мали градови се могу разматрати не само у контексту одређене државе, већ и као засебне независне јединице на туристичком тржишту света. Ово је олакшано низом циљева: информисање друштва; пружање информација о угоститељству, смештају, забави, превозу, као и о музејима, историјским и архитектонским споменицима, уметности, култури итд.; Пружање објективних потпуних информација о услугама и именовању објеката; развој националног туристичког сектора.